# یواس‌اس دی-۱ (اس‌اس-۱۷)
یواس‌اس دی-۱ (اس‌اس-۱۷) (به انگلیسی: USS D-1 (SS-17)) یک زیردریایی بود که طول آن ۱۳۴ فوت ۱۰ اینچ (۴۱٫۱۰ متر) بود. این زیردریایی در سال ۱۹۰۹ ساخته شد.